# Digimon All-Star Rumble
Vous lisez un « bon article » labellisé en 2025.
Digimon All-Star Rumble est un jeu vidéo de combat et d'action développé par Prope et édité par Bandai Namco Games, publié sur consoles de salon PlayStation 3 et Xbox 360 le 11 novembre 2014 en Amérique du Nord, et le 14 novembre en Europe et en Australasie.
Suite indirecte de Digimon Rumble Arena 2, publié en 2004 sur PlayStation 2, le jeu reprend le même principe que son prédécesseur : le joueur incarne un Digimon et combat un ou plusieurs autres de ses semblables contrôlés par l'intelligence artificielle, à un contre un dans différentes arènes interactives. Le mode « Histoire » comprend une série de plusieurs combats où le joueur affronte plusieurs Digimon avant d'arriver au boss final, tandis que le mode « Solo » permet d'effectuer des combats contre un adversaire dans l'arène de son choix.
Bandai annonce Digimon All-Star Rumble durant l'été 2014 : il s'agit du premier jeu de la franchise à être destiné uniquement au marché occidental et à ne pas être publié au Japon. Le jeu est notamment présenté à l'occasion du Tokyo Game Show, organisé du 17 au 20 septembre 2014, afin de dévoiler un système de cartes à collectionner pour améliorer ponctuellement les capacités offensives et défensives des Digimon. En octobre de la même année, le jeu est également dévoilé au public dans le cadre du New York Comic Con et du Madrid Games Show.
Le jeu reçoit un accueil globalement négatif de la part de la presse spécialisée : elle salue le retour de la franchise Digimon sur le marché occidental, mais trouve que les graphismes ressemblent à ceux d'un jeu PlayStation 2 et sont surpassés par ceux d'opus antérieurs tels que Re:Digitize, Adventure et Lost Evolution. Le manque de contenu, avec 32 Digimon jouables, et le scénario, jugé minimaliste, sont également critiqués.

## Scénario
L'histoire du jeu commence lorsque le digimonde revient à un état de paix après avoir fait face à de nombreuses guerres et autres crises. Sombrant dans l'ennui car habitués à se battre, les Digimon participent à un « Tournoi d'évolution des Digimon », organisé afin de déterminer lequel d'entre eux est le plus puissant. Cependant, à mesure des combats, l'organisateur du jeu, Magnadramon, révèle que le tournoi n'est qu'un prétexte pour cacher l'arrivée d'un danger imminent qu'il faut éradiquer afin de préserver la paix dans le digimonde. Ce danger est un virus qui a pris possession du protecteur légendaire, qui doit être vaincu.

## Système de jeu

### Modes de jeu
Digimon All-Star Rumble met principalement en avant les éléments d'un jeu de combat en monde libre, accompagné de quelques éléments simplistes de plates-formes et de puzzle, jouable en solo et jusqu'à quatre joueurs, cependant dépourvu de mode multijoueur en-ligne. Le jeu s'inspire également de la franchise médiatique japonaise Digimon créée par Akiyoshi Hongo en 1997. Certains critiques associent son gameplay à celui de divers autres jeux vidéo dont Digimon Rumble Arena, Digimon Rumble Arena 2, Super Smash Bros., et Super Smash Bros. Melee. 
Plusieurs modes sont listés dans le menu, dont le mode histoire représentant le Tournoi d'évolution des Digimon, auquel chaque personnage peut participer. Il se compose d'une dizaine d'arènes, et chaque personnage possède ses propres cinématiques. Dans ce mode, le joueur se déplace dans un parcours de combat à la recherche d'adversaires à vaincre, et termine en affrontant un boss final,. Il doit cependant passer, au préalable, un petit tutoriel dans lequel il affronte des Digimon faibles. Le mode histoire fait usage de textes pendant le parcours, et de dialogues pendant les combats.

### Personnages
| Personnages jouables | Personnages jouables | Personnages jouables | Personnages jouables |
| Digimon | Digivolution | Super forme |                      |
| --- | --- | --- | -------------------- |
| - Agumon - Gabumon - Biyomon - Tentomon - Gomamon - Gatomon - Shoutmon - Dorulumon - Veemon - Wormmon - Guilmon - Impmon | - WarGreymon - MetalGarurumon - Phoenixmon - MegaKabuterimon - Plesiomon - Angewomon - OmniShoutmon - Shoutmon X4 - ExVeemon - Stingmon - WarGrowlmon - Beelzemon | - Omnimon - Examon - TyrantKabuterimon - AegisDramon - Shoutmon DX - Shoutmon X5B - ImperialDramon Fighter Mode - Gallantmon |                      |

Le joueur peut incarner un total de 32 personnages, soit 12 personnages jouables en premier lieu, à l'effigie des Digimon extraits des animes Digimon Adventure à Digimon Fusion,, et leurs digivolutions respectives. Pendant les combats, le joueur peut utiliser des coups simples ou en combo comme les coups de poing, et peut se digivolver, c'est-à-dire gagner en taille, en puissance et en santé,. Le joueur doit acquérir des orbes de puissance générés pendant les combats afin d'atteindre une forme plus puissante.
Avant les combats, le joueur peut améliorer ou modifier les capacités de son personnage à l'aide de deux cartes à jouer maximum qu'il peut collecter pendant le parcours,. Ces cartes sont soit défensives, soit offensives, ajoutant divers impacts, tels que des explosions, des ondes de choc, des attributs accrus ou des « super formes » cachées. Elles peuvent être collectées dans le mode histoire ou être achetées à l'aide de bits, la monnaie du jeu.

## Développement

### Promotion
Lors du développement de Digimon All-Star Rumble, Bandai Namco Games multiplie les annonces et la promotion du jeu par le biais de plusieurs communiqués, de vidéos, et de captures d'écran. Le premier communiqué de Bandai Namco dévoile un bref scénario dans lequel plusieurs Digimon s'affrontent lors d'un tournoi qu'ils auraient organisé une fois la paix restaurée dans le digimonde,. La première vidéo, mise en ligne le 31 juillet 2014, annonce la sortie prochaine du jeu, sans date précise. En septembre, lors d'un second communiqué, Bandai Namco révèle les dates de sortie officielle : le 11 novembre en Amérique du Nord, le 14 novembre en Europe,, et plus tard en Australasie et au Moyen-Orient. Entre août et septembre, les personnages sont dévoilés progressivement, en commençant par Agumon, Gabumon, Biyomon, Tentomon, Gatomon, Veemon, Shoutmon, et Dorulumon. Le 8 octobre, une autre vidéo est mise en ligne, avec une brève description du système de jeu,. Elle est suivie, le 7 novembre, d'une vidéo en stop-motion d'un combat entre deux figurines à l'effigie d'Agumon et de Veemon.
À son annonce, Digimon All-Star Rumble devient le deuxième jeu vidéo Digimon en développement, le premier étant Digimon Story: Cyber Sluth prévu pour 2015 sur console PlayStation Vita. Le jeu, à l'origine exclusivement ciblé pour le public occidental, est le premier de la franchise Digimon à être commercialisé en Amérique du Nord en l'espace de six ans. Le jeu est développé aux studios Prope, également à l'origine du jeu vidéo Digimon Adventure sorti sur PlayStation Portable en 2013, célébrant le quinzième anniversaire de la franchise Digimon. En septembre, la couverture officielle, sur laquelle l'Entertainment Software Rating Board (ESRB) prévoit d'apposer une classification « +10 » (tout public au-dessus de 10 ans), est dévoilée sur des sites de vente tels qu'Amazon.
Le jeu est également présenté au public durant quelques conventions vidéoludiques. Le 18 septembre, Bandai Namco l'expose au Tokyo Game Show, en dévoilant par la même occasion un système de cartes à collecter permettant l'amélioration de certaines capacités comme l'offensive et la défensive, ou la modification physique d'un personnage pendant le combat. Du 9 au 12 octobre, la branche américaine de Bandai Namco le présente au New York Comic Con, tandis qu'il est exposé en parallèle au Madrid Games Show, en Espagne. Le 30 octobre, le gestionnaire de communauté J. Kartje et le producteur de Bandai Namco US Brandon Williams organisent un test auprès des joueurs afin de montrer les capacités et spécificités du jeu.

### Doublage
Benjamin Diskin assure les voix de Shoutmon, OmniShoutmon, Shoutmon X4, Shoutmon DX, Shoutmon X5B et Gallantmon. Robert Martin Klein interprète Tentomon, MegaKabuterimon, TyrantKabuterimon, Gomamon, Plesiomon et Aegisdramon. Derek Stephen Prince joue les voix de Veemon, ExVeemonImperialdramon Fighter Mode, Impon et Beelzemon. Les voix de WarGreymon, Omnimon, Dorulmon et Examon sont assurées par Lex Lang, tandis que celles de Gabumon et MetalGarurumon le sont par Kirk Thornton. Paul St Peter double les voix de Wormmon et Stingmon alors que Steven Blum assure celles de Guilmon et WarGrowlmon. Les voix de Gatomon et Magnadramon sont assurées par Mary Elizabeth McGlynn, tandis que celles de Biyomon et Phoenixmon le sont par Mela Lee.

## Accueil
À l'annonce de Digimon All-Star Rumble, la presse spécialisée salue l'effort de Bandai Namco quant au retour de la franchise Digimon en jeu vidéo dans les marchés occidentaux. Néanmoins, peu après sa sortie, la presse spécialisée émet des critiques négatives sur la plupart des aspects du jeu et particulièrement sur son gameplay. Le 20 novembre 2014, soit plus d'une semaine après parution, Metacritic calculé une note générale de 49 % basée sur 12 articles. Selon la critique, Digimon All-Star Rumble « n'est pas le jeu que méritent les fans et encore moins celui dont ils ont réellement besoin ».
Dans un premier temps, le jeu est qualifié de « tentative d'amener la franchise dans un univers de combat en 3D ». Les graphismes, bien que colorés, sont critiqués et moqués par la presse spécialisée, qui les juge dignes de la PlayStation 2, par comparaison avec des jeux « biens meilleurs » publiés quatre ans auparavant comme Re:Digitize, Adventure et Lost Evolution. 
La presse note un « manque sérieux de contenu » avec seulement 32 Digimon jouables au total. Concernant l'environnement du jeu, les arènes sont « trop confinées et mal rendues », avec « très peu d'éléments dynamiques et seulement quelques plates-formes ». Le système de combat contient des aspects « frustrants » comme les quelques secondes d'invulnérabilité d'un adversaire lorsqu'il est mis au tapis, et la différence flagrante de puissance entre formes disciples et formes digivolvées.
Le contenu narratif est également blâmé et se résume comme suit selon la presse : « En clair, les Digimon s'ennuient. Leur monde est bien trop paisible, et ils n'ont pas été en mesure d'améliorer leurs capacités d'attaque et leurs différentes digivolutions ces derniers temps. » Alors que les jeux de combat n'ont généralement pas les meilleurs modes histoire, celui du jeu « donne l'impression d'être une corvée inutile ».